# Pantherodes rhadinaria
Pantherodes rhadinaria är en fjärilsart som beskrevs av Dyar 1916. Pantherodes rhadinaria ingår i släktet Pantherodes och familjen mätare. Inga underarter finns listade i Catalogue of Life.